# Rivière Métabetchouane
Der Rivière Metabetchouane ist ein 128 km langer Zufluss des Lac Saint-Jean im Zentrum der kanadischen Provinz Québec.

## Flusslauf
Seinen Ursprung hat der Fluss in den Seen Lac des Mâles und Lac de la Bouteille im Réserve faunique des Laurentides. Von dort fließt er in nördlicher Richtung zum Lac Saint-Jean. Der Fluss passiert das Dorf (Municipalité de village) Saint-André-du-Lac-Saint-Jean und mündet bei Desbiens am Südufer des Lac Saint-Jean in diesen.
Der Fluss wurde zur Wasserkraftnutzung gestaut. Er wird auch von Touristen genutzt – für Rafting und Kanutouren sowie zum Angeln. Der Rivière Metabetchouane ist bekannt für seine Süßwasser-Lachse. In der Verwaltungsregion Saguenay–Lac-Saint-Jean wird dieser Fisch „Ouananiche“ genannt.
Der Flussname hat seinen Ursprung in der Innu-Sprache. Es scheint jedoch auch teilweise aus den Sprachen von Cree und Algonkin zu stammen. Aus den beiden Wortstämmen matabi und djiwan lässt sich der Flussname folgendermaßen übersetzen: Fluss der sich in den See ergießt.